# 13e cérémonie des Golden Horse Film Festival and Awards
La 13e cérémonie des Golden Horse Film Festival a eu lieu en 1976.

## Meilleur film
- The Victory

## Meilleur réalisateur
- Chang Pei-Cheng pour The Venturer

## Meilleure actrice
- Hsu Feng pour Assassin

## Meilleur acteur
- Chang Feng pour Fragrant Flower Versus Noxious Grass